# Cecropia membranacea
Cecropia membranacea,  cetico,  ambaibo,   es una especie de planta con flor, de la familia de las Urticaceae.
Es nativa de Bolivia, Brasil, Colombia, Ecuador,  Guyana Francesa, Panamá, Perú y Venezuela. 

## Taxonomía
Cecropia membranacea fue descrita por Auguste Adolphe Lucien Trécul y publicado en Annales des Sciences Naturelles; Botanique, sér. 3 8: 83–84. 1847.
Etimología
Cecropia: nombre genérico que es una referencia al legendario rey Cécrope II, hijo de Erecteo y antiguo rey de Ática.
membranacea: epíteto latino que significa "con membrana".
Sinonimia
- Ambaiba membranacea (Trécul) Kuntze
- Cecropia bifurcata Huber
- Cecropia laetevirens Huber
- Cecropia occidentalis Cuatrec.
- Cecropia robusta Huber
- Cecropia setico Snethl. ex J.F.Macbr.
- Cecropia tessmannii Mildbr.
- Cecropia vageleri Burret[3]